# 3787 Ајвазовски
3787 Ајвазовски (енгл. 3787 Aivazovskij) је астероид главног астероидног појаса чија средња удаљеност од Сунца износи 2,849 астрономских јединица (АЈ).
Апсолутна магнитуда астероида је 11,7.